# Teracotona homeyeri
Teracotona homeyeri är en fjärilsart som beskrevs av Rothschild 1910. Teracotona homeyeri ingår i släktet Teracotona och familjen björnspinnare. Inga underarter finns listade i Catalogue of Life.

## Bildgalleri

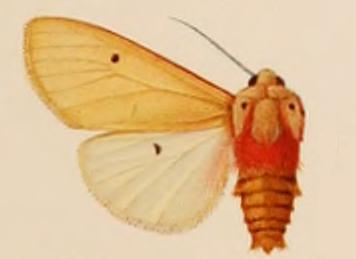